# Philadelphia Cycling Classic 2014
De 30e editie van de wielerwedstrijd Philadelphia Cycling Classic werd gehouden op 1 juni 2014. De koers vond plaats in Philadelphia. De wedstrijd maakte deel uit van de UCI America Tour 2014, in de categorie 1.1. De wedstrijd werd voor de tweede keer op rij gewonnen door de Amerikaan Kiel Reijnen.

## Deelnemende ploegen
| ProContinentaal  | Continentaal           | Continentaal                |
| ---------------- | ---------------------- | --------------------------- |
| Novo Nordisk     | 5-Hour Energy          | Airgas                      |
| Unitedhealthcare | Astellas               | Hincapie Sportswear DT      |
| Drapac           | Jamis-Hagens Berman    | Jelly Belly                 |
| NetApp-Endura    | Optum                  | SmartStop                   |
|                  | Amore & Vita-Selle SMP | Budget Forklifts            |
|                  | Christina Watches-Kuma | FireFighters Upsala         |
|                  | Garneau-Québecor       | InCycle-Predator Components |
|                  | Silber                 |                             |

## Uitslag
| Plaats  | Naam                | Ploeg                       | tijd     |
| ------- | ------------------- | --------------------------- | -------- |
| Winnaar | Kiel Reijnen        | Unitedhealthcare            | 4u28'35" |
| 2       | Jure Kocjan         | SmartStop                   | z.t.     |
| 3       | Dion Smith          | Hincapie Sportswear DT      | z.t.     |
| 4       | Luca Benedetti      | Amore & Vita-Selle SMP      | z.t.     |
| 5       | Daniel Jaramillo    | Jamis-Hagens Berman         | z.t.     |
| 6       | Toms Skujiņš        | Hincapie Sportswear DT      | z.t.     |
| 7       | Javier Mejías       | Novo Nordisk                | z.t.     |
| 8       | Ryan Roth           | Silber                      | z.t.     |
| 9       | Jacob Rathe         | Jelly Belly                 | z.t.     |
| 10      | Will Routley        | Optum                       | z.t.     |
| 11      | Jonathan McEvoy     | NetApp-Endura               | z.t.     |
| 12      | František Padour    | NetApp-Endura               | z.t.     |
| 13      | Jesse Anthony       | Optum                       | + 17"    |
| 14      | Michael Olheiser    | InCycle-Predator Components | z.t.     |
| 15      | Serghei Tvetcov     | Jelly Belly                 | z.t.     |
| 16      | Adam Farabaugh      | Garneau-Québecor            | z.t.     |
| 17      | Bernard Sulzberger  | Drapac                      | z.t.     |
| 18      | Ryan Anderson       | Optum                       | z.t.     |
| 19      | Leonardo Pinizzotto | Amore & Vita-Selle SMP      | z.t.     |
| 20      | Matteo Dal-Cin      | Silber                      | z.t.     |
|         |                     |                             |          |
| 39      | Brecht Dhaene       | Astellas                    | + 53"    |
| 56      | Martijn Verschoor   | Novo Nordisk                | + 2'23"  |

## UCI America Tour
In deze Philadelphia Cycling Classic zijn punten te verdienen voor de ranking in de UCI America Tour 2014. Enkel renners die uitkomen voor een (pro-)continentale ploeg, maken aanspraak om punten te verdienen.
| Positie | 1e  | 2e | 3e | 4e | 5e | 6e | 7e | 8e | 9e | 10e | 11e | 12e | 13e | 14e | 15e |
| Punten  | 100 | 70 | 40 | 30 | 25 | 20 | 15 | 10 | 9  | 8   | 7   | 6   | 5   | 4   | 3   |

 Ronde van San Luis ·
 Ronde van Californië ·
 Philadelphia Cycling Classic ·
 Ronde van Utah ·
 USA Pro Challenge ·
 Ronde van Alberta